# Valor (economia)
El valor d'una cosa és un conjunt de qualitats —ja siguin intrínseques o extrínseques— que la fan estimable. En economia la determinació del valor econòmic d'una cosa —bé o servei— ha estat i és al nucli del seu estudi des de l'inici d'aquesta ciència social, desenvolupant-se diverses teories per a determinar-lo.
Segons la teoria del valor-treball (o substantiva), desenvolupada el segle xix i que comparteixen tant els postulats clàssics com els marxistes, opina que el valor d'una cosa és la suma necessària per a la producció social d'un bé econòmic (és a dir, que té valor d'ús) en un determinat nivell de desenvolupament tecnològic. Per a aquestes dues escoles el preu es deriva del valor, de manera que el preu sempre es mou en petites variacions a l'entorn del valor; en l'economia clàssica però, al cost de producció s'hi agrega el cost d'oportunitat per a determinar el valor, és a dir, s'hi agreguen els guanys potencials que es perden quan s'opta per produir un o altre bé.
Segons la teoria del valor de Friedrich von Wieser, pertanyent a l'Escola austríaca, els factors de la producció tenen un valor a causa de la utilitat que ells han conferit al producte final (la seva utilitat marginal). Per la seva part economistes com Carl Menger, també pertanyent Escola Austríaca, van mantenir que el valor dels factors no és la contribució individual de cada un d'ells en el producte final, sinó que el seu valor és el valor de l'últim que va contribuir al producte final (la utilitat marginal abans d'arribar al punt òptim de Pareto).
Segons els postulats neoclàssics el valor és una magnitud subjectiva que es mesura per l'estima en què el públic valori un objecte. Per això la teoria neoclàssica suposa que els preus i el valor són el mateix, independentment d'un suposat valor intrínsec derivat dels costos de producció.

## Creació de valor
Es diu que una empresa crea valor als seus accionistes quan el retorn obtingut supera la rendibilitat exigida per ells. Dit en altres paraules, l'empresa està creant valor quan la rendibilitat obtinguda supera les expectatives. Que una empresa generi utilitats no significa que necessàriament hagi construït valor.

## Mesurament de valor
El principal objectiu de les Finances Corporatives és el de maximitzar el valor per als accionistes o propietaris, de manera que els economistes han desenvolupat una sèrie de tècniques per tal de mesurar i crear valor. Vegeu valoració (finances).

## Valor de mercat
El valor de mercat és l'import estimat pel qual una propietat hauria d'intercanviar-se en la data de valoració entre l'oferta i la demanda en una transacció independent després d'una comercialització adequada, en què les parts havien actuat amb coneixement, prudència i sense obligació. El valor de mercat sovint s'utilitza indistintament amb valor de mercat lliure, valor raonable o valor just del mercat, encara que aquests termes tenen definicions diferents en les diferents normes, i poden diferir en algunes circumstàncies.
En comptabilitat de costos el valor de mercat es fa servir per determinar els costos conjunts a productes individuals, en aquest cas els mètodes del valor del mercat en el punt de separació i el mètode del valor net realitzable que són dos mètodes que es basen en el valor de mercat per assignar costos conjunts a productes individuals